# Viazma
Pour les articles homonymes, voir Viazma (homonymie).
Viazma (en russe : Вя́зьма) est une ville de l'oblast de Smolensk, en Russie, et le centre administratif du raïon de Viazma. Sa population s'élevait à 54 754 habitants en 2014.

## Géographie
Viazma est arrosée par la rivière Viazma et se trouve à mi-chemin entre les villes de Smolensk et de Mojaïsk.

## Histoire

### Bataille de Viazma en 1812

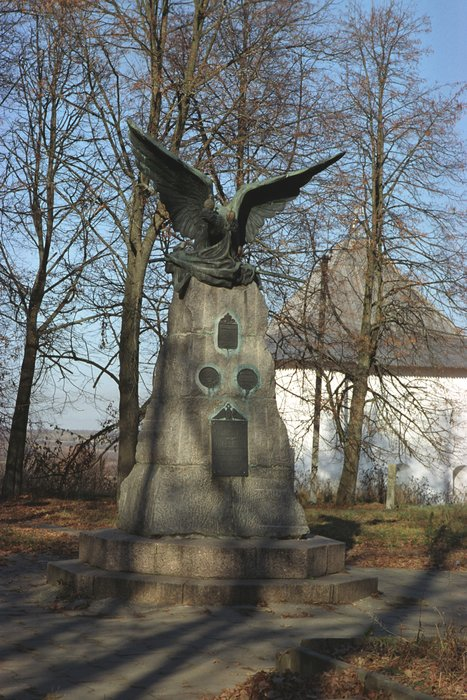
Monument commémoratif de la victoire russe contre les troupes françaises de Napoléon Ier

Viazma fut le théâtre d'une bataille lors de l'invasion française de la Russie en 1812. La bataille eut lieu entre l'armée napoléonienne en retraite (jusqu'à 37 000 hommes) et l'armée russe (25 000 hommes) près de Vyazma le 3 novembre 1812.
L'avant-garde de l'armée russe sous le commandement du Lieutenant-général Mikhail Miloradovitch et une unité cosaque du général Matveï Platov attaquèrent le corps d'arrière-garde du Maréchal Louis Nicolas Davout à l'est de Vyazma et interrompirent sa retraite. Grâce à l'intervention d'Eugène de Beauharnais et de Joseph Poniatowski, Davout réussit à briser l'encerclement de l'armée russe.
Cependant, les tentatives de l'armée française pour maintenir les hauteurs près de Vyazma et de la ville elle-même ont échoué. Le soir du 3 novembre, le régiment d'infanterie Pernovsky (ru) a été le premier à entrer dans la ville qui avait été incendiée par les Français. Les Français ont perdu 6 000 hommes pendant la bataille; 2 500 soldats ont été faits prisonniers. Les Russes ont perdu environ 2 000 hommes.

### Commémoration du 13 février 2021
En 2009 et en septembre 2019, ont été retrouvés, lors de travaux civils ou de fouilles franco-russes entreprises par des archéologues et anthropologues dirigés par Pierre Malinowski, les restes de 56 soldats russes et 70 soldats français tués probablement le 3 novembre 1812,. 
Une cérémonie officielle franco-russe s'est tenue le 13 février 2021 pour honorer et inhumer les combattants, en présence des descendants des principaux acteurs de l'époque, le Prince Joachim Murat côté français et le général Mikhaïl Koutouzov côté russe.

### Bataille de Viazma en 1941
Viazma fut aussi le théâtre d'une autre bataille, lors de la Seconde Guerre mondiale, où elle constitua une défense contre les manœuvres en direction de Moscou.
Les nazis occupent la ville d'octobre 1941 à mars 1943. La communauté juive de la ville est assassinée lors d'exécutions de masse perpétrées par des Einsatzgruppen.

## Galerie

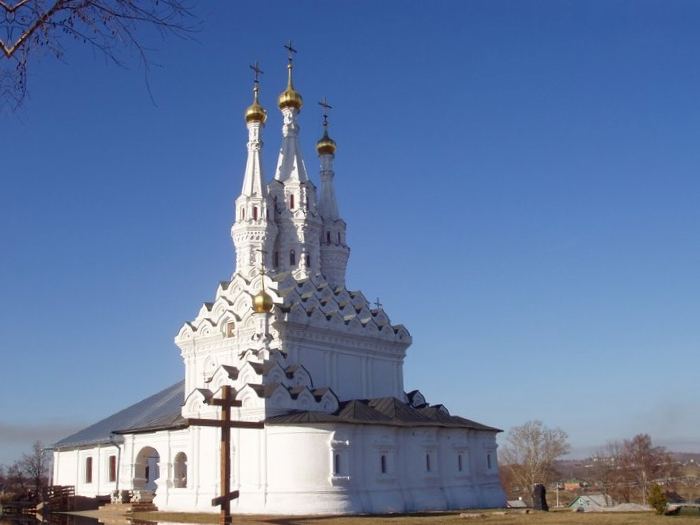
Église Hodeguetria, l'une des trois églises à trois flèches dans le monde.
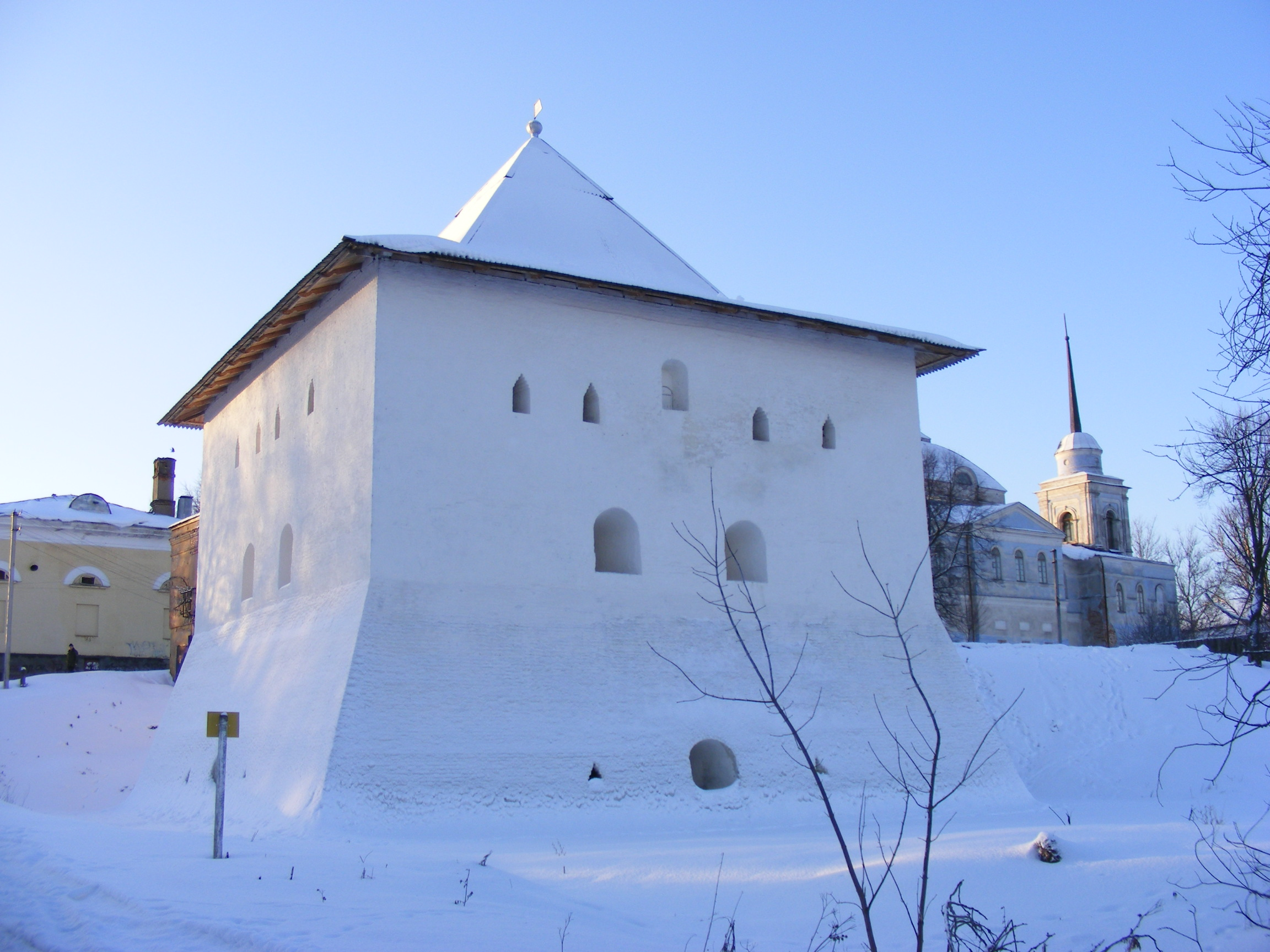
Tour Spasskaïa, seule tour subsistante du kremlin médiéval.
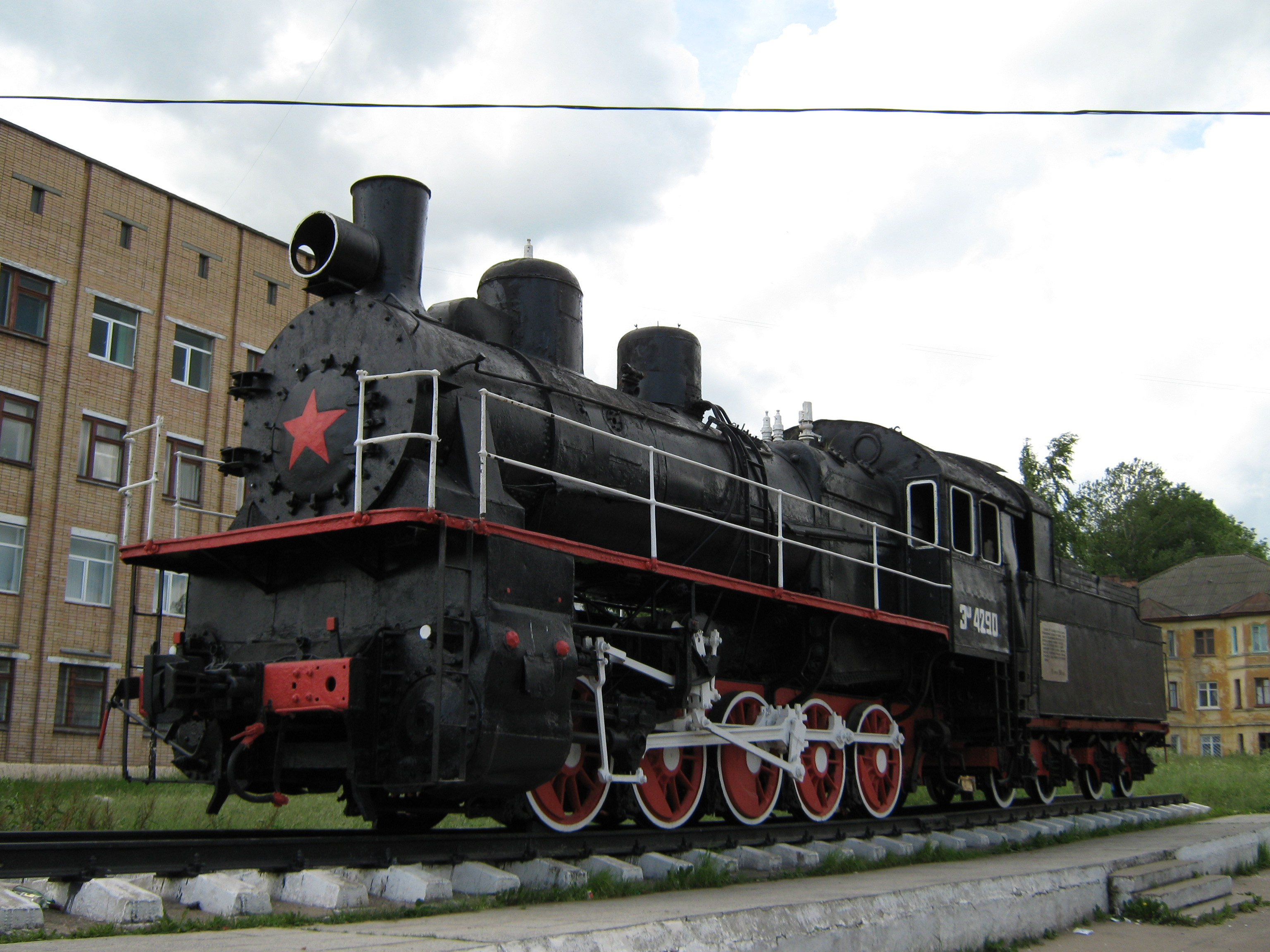
Locomotive à vapeur Ech 4290 devant la gare de Viazma.

## Population
Recensements (*) ou estimations de la population
| 1856   | 1897*  | 1913   | 1926*  | 1931   |
| ------ | ------ | ------ | ------ | ------ |
| 10 200 | 15 645 | 30 800 | 19 681 | 23 400 |

| 1939*  | 1959*  | 1970*  | 1979*  | 1989*  |
| ------ | ------ | ------ | ------ | ------ |
| 33 774 | 31 883 | 44 145 | 51 728 | 59 022 |

| 2002*  | 2010*  | 2012   | 2013   | 2014   |
| ------ | ------ | ------ | ------ | ------ |
| 57 545 | 57 101 | 56 258 | 55 563 | 54 754 |

## Économie
Principales entreprises industrielles de Viazma :
- OAO Viazemski machinostroïtelny zavod (en russe : ОАО Вяземский машиностроительный завод) ou « Usine de construction mécanique de Viazma », en abrégé Viazma Machzavod ou VMZ : fabrique depuis 1951 des équipements divers pour blanchisseries industrielles.
- OAO Viazemski elektrotekhnitcheski zavod (en russe : ОАО Вяземский электротехнический завод) ou « Usine électrotechnique de Viazma » : générateurs électriques.
- AOOT Programmator (en russe : АООТ Программатор) : instruments, outillage divers.
- OAO Viazemski l'nokombinat (en russe : ОАО Вяземский льнокомбинат) ou « Combinat de lin de Viazma » : toile de lin.

## Transports
Viazma est reliée par le chemin de fer à la gare de Biélorussie de Moscou. Elle est reliée à Kalouga et à Tver par la route fédérale R132.

## Personnalités liées à la ville

### Sont nés à Viazma
- Boris Godounov (v.1551-1605), tsar de Russie de 1598 à 1605.
- Nikolaï Plotnikov (1897-1979), acteur soviétique.
- Anatoli Papanov (1922-1987), acteur soviétique.
- Anatoli Azolski (1930-2008), écrivain soviétique puis russe.

### Ont vécu à Viazma
- Julienne de Viazma, sainte orthodoxe du xve siècle.
- Alexandre Dargomyjski (1813-1869), compositeur russe, a passé son enfance près de Viazma.
- Vassili Dokoutchaïev (1846-1903), géographe russe, a fait ses études à Viazma.
- Mikhaïl Boulgakov (1891-1940), écrivain russe puis soviétique, a travaillé comme docteur à Viazma de septembre 1917 à février 1918.

### Sont mortes à Viazma
- Meir Wiener (1893-1941), écrivain, critique littéraire, folkloriste et spécialiste de la littérature en langue yiddish et allemande, tué au front près de Viazma.